# Деловой центр (станция метро, Солнцевская линия)
«Делово́й центр» — станция Солнцевской линии Московского метрополитена. Связана пересадками с одноимёнными станциями Филёвской линии и временно закрытой Рублёво-Архангельской линии. Расположена в Пресненском районе (ЦАО). Открыта 31 января 2014 года в составе участка «Деловой центр» — «Парк Победы». Колонная трёхпролётная станция глубокого заложения с одной островной платформой. 24 февраля 2018 года из-за совместной эксплуатации Солнцевского радиуса и первой очереди Большой кольцевой линии одновременно с открытием одноимённой станции на Большой кольцевой линии станция Солнцевской линии была закрыта до ввода пошёрстного съезда за ней для организации оборота составов по стандартной схеме. Повторное открытие станции состоялось после введения в эксплуатацию пошёрстного съезда 12 декабря 2020 года, в результате чего первый в метро трёхстанционный пересадочный узел за пределами Кольцевой линии заработал в полную силу.

## История
Платформы трёх станций «Деловой центр» были возведены в конструкциях во время строительства Центрального ядра московского международного делового центра «Москва-Сити» в 1998—2002 годах. 
Платформа Филёвской линии (верхний ярус) была открыта в 2005 году, вторую платформу «Делового центра» (нижний ярус) открыли в 2014 году в составе Солнцевской линии. Третья платформа «Делового центра» открыта 26 февраля 2018 года в составе Большой кольцевой линии. Станция «Деловой центр» Солнцевской линии расположена южнее «Делового центра» Филёвской линии и севернее «Делового центра» Большой кольцевой линии.
Решение о присвоении названия «Деловой центр» новой станции принято постановлением Правительства Москвы № 564-ПП от 24 июня 2008 года. Станция расположена в Московском международном деловом центре и является пересадочной на станцию Филёвской линии.
18 июля 2012 года постановлением Правительства Москвы № 333-ПП был утверждён проект планировки станции.
В октябре 2012 года был объявлен тендер на закупку эскалаторов для станции.

### Строительство
В конце декабря 2012 года от монтажных камер со стороны «Делового центра» в сторону «Парка Победы» начал проходку первый проходческий щит ЗАО «Ингеоком» (левый перегонный тоннель по 1-му пути).
24 апреля 2013 года в сторону «Парка Победы» стартовал второй щит «Ингеокома» (правый перегонный тоннель по 1-му пути).
31 октября 2013 года щит «София», изготовленный компанией Robbins (США) в 2012 году, закончил проходку левого перегонного тоннеля на участке Солнцевской линии между станциями «Деловой центр» и «Парк Победы» (левый перегонный тоннель). За 10 месяцев щит преодолел расстояние в 1888 метров. Трасса линии прошла под Третьим транспортным кольцом, Малым кольцом МЖД, Москвой-рекой, Кутузовским проспектом, а также под действующей Арбатско-Покровской линией метро. Проходка велась на глубине 86—88 метров, в том числе в твёрдых скальных породах. При проходке на этом участке впервые в Москве был использован уникальный способ выдачи грунта на поверхность — с помощью вертикального конвейера.
К 26 декабря 2013 года на станции были завершены отделочные работы.
29 января 2014 года была осуществлена подача электроснабжения и запущен пробный поезд.
31 января 2014 года в 10:30 по московскому времени состоялось торжественное открытие станции.

### Эксплуатация
Станция открылась в составе участка «Парк Победы» — «Деловой центр» 31 января 2014 года в 10 часов 30 минут, в качестве первой очереди Солнцевского радиуса метро. После ввода в эксплуатацию участка в Московском метрополитене стало 192 станции.
С момента открытия вплоть до продления радиуса 16 марта 2017 года станция обслуживалась челночным движением. В связи с готовностью только одного тоннеля и отсутствием оборотных тупиков на участке вплоть до продления Солнцевского радиуса работал лишь один состав. Интервал составлял 10 минут. Хотя обе станции могут принимать пятивагонные составы «Русича», но ввиду низкого пассажиропотока на перегоне с момента его открытия он обслуживался укороченными трёхвагонными составами.
14 декабря 2015 года завершился 2-й этап строительства участка «Деловой центр» — «Парк Победы»: на не действовавшей ранее стороне платформы между колонн были установлены заградительные щиты, поезд-челнок продолжал прибывать на станцию по левому тоннелю, а в правом происходила укладка путей.
27 февраля 2016 года заградительные щиты были перенесены на левую сторону платформы, движение поездов переключено с левого тоннеля на правый, левый тоннель закрыт на доработку для подготовки запуска линии в полноценном режиме.
19—28 декабря 2016 года перегон «Деловой центр» — «Парк Победы» был закрыт для подключения продления линии на три станции.
30 декабря 2016 года мэром Москвы Сергеем Собяниным был проведён технический пуск участка метро «Деловой центр» — «Раменки».
25—30 января 2017 года для подключения продления линии был закрыт перегон «Деловой центр» — «Парк Победы».
16 марта 2017 года станция заработала в полноценном режиме (задействованы оба пути), в связи с открытием движения до станции «Раменки».
16 марта 2017 года станция заработала в полном объёме в связи с открытием трёх станций Солнцевского радиуса. Поскольку оборотный тупик находится на участке между данной станцией и станцией «Парк Победы», составы оборачивались с троекратной сменой кабины управления.

### Консервация
24 февраля 2018 года станция была закрыта из-за строительства пошёрстного съезда за восточным торцом станции (намечалось, что позднее там будет располагаться перегон в сторону центрального участка Калининско-Солнцевской линии) для организации оборота составов по стандартной схеме. Применявшийся ранее оборот в неправильном направлении неудобен в эксплуатации и существенно снизил бы частоту движения на участке «Петровский парк» — «Раменки», так как тупик расположен на действующей части перегона «Парк Победы» — «Шелепиха».
19 февраля 2019 года началось строительство пошёрстного съезда за станцией.
В период консервации станционный зал использовался для организации и проведения культурных проектов метрополитена.
12 декабря 2020 года состоялось повторное открытие станции.

## Вестибюли и пересадки

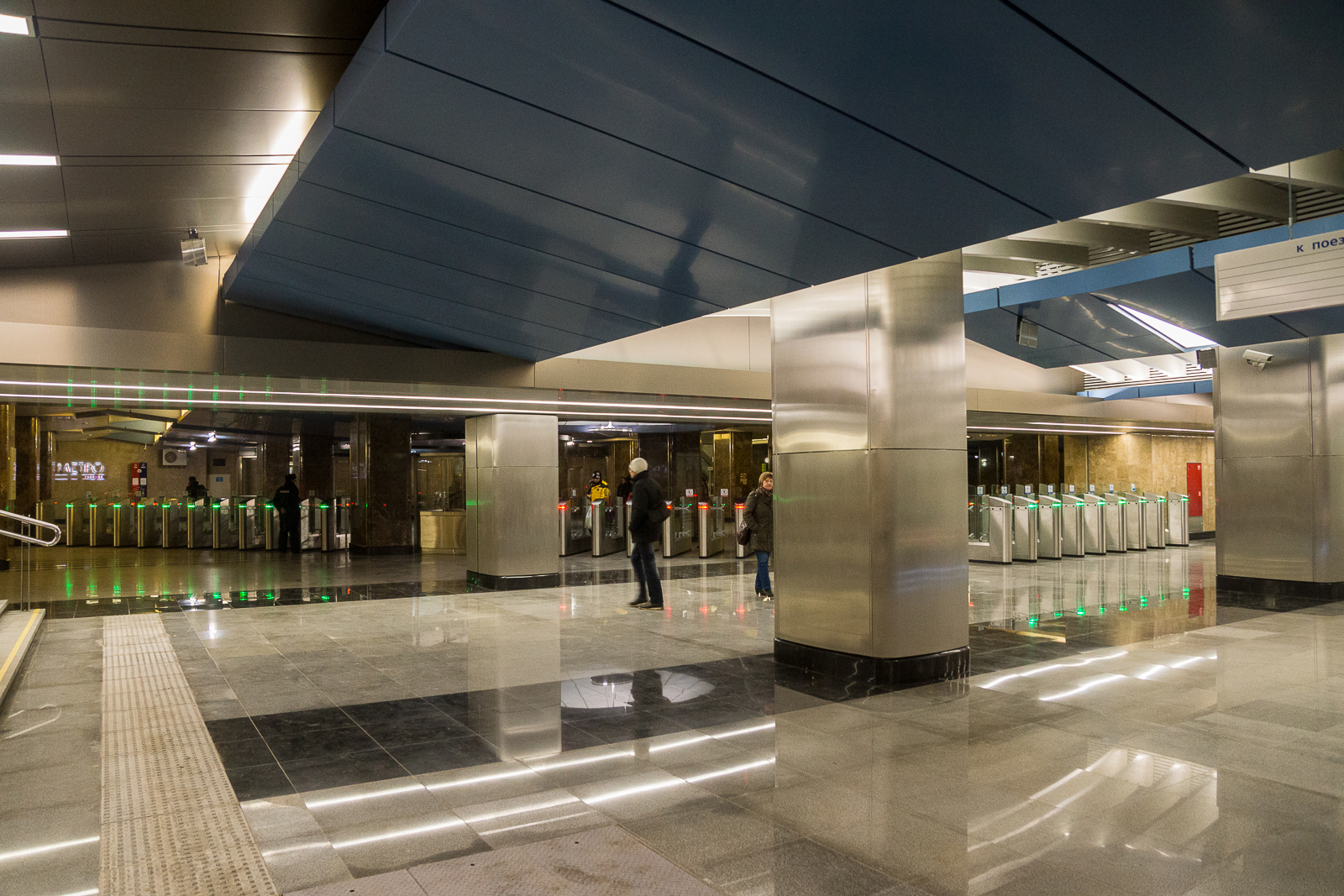
Объединённый вестибюль со станцией «Деловой центр» Филёвской линии

Одновременно с вводом станции в эксплуатацию открыт также западный вестибюль с организацией входа и выхода пассажиров на территорию торгово-развлекательного центра «Афимолл». Из восточного торца станции можно выйти в действующий вестибюль станции «Деловой центр» Филёвской линии.
В центре зала установлен лифт, который доставляет пассажиров с первого этажа станции на второй и обратно. Также на платформе установлены тактильно-световые полосы, информирующие о прибытии поезда.

## Наземный общественный транспорт
На этой станции можно пересесть на следующие маршруты городского пассажирского транспорта:
- Автобусы: м31, м32, с344

## Путевое развитие
В середине перегона расположены камеры съездов в направлении к станции «Шелепиха» Большой кольцевой линии, а также оборотный тупик, в котором ранее осуществлялся оборот поездов, прибывавших со стороны станции «Парк Победы», с троекратной сменой кабины управления. После постройки восточнее станции пошёрстного съезда Солнцевская и Большая кольцевая линии были разделены, организован полноценный пересадочный узел. После разделения линий перегон «Парк Победы» — «Шелепиха» стал служебной соединительной ветвью.

## Культурные проекты
Благодаря своему нестандартному архитектурному решению, а также близости Центра профориентации метрополитена, станция «Деловой центр» стала площадкой для ряда культурных событий.
13 мая 2017 года в зале станции прошёл концерт Академического хора РХТУ имени Д. И. Менделеева (на момент события — хора РГГУ) под управлением Бориса Тараканова. Хор исполнял оперу «Сильмариллион». В качестве хоровых станков метрополитен и руководитель хора приспособили один из трёхленточных эскалаторов в центре зала. Концертную деятельность хора на станции планировалось продолжить и после закрытия станции в 2018 году, однако дальнейшая организация концертов была свёрнута.
13 апреля 2019 года в отстаиваемом на станции составе типа «Москва» был проведён «Тотальный диктант». Чтецом диктанта выступил спортивный комментатор Василий Уткин.
12 мая 2019 года в преддверии выхода пятой серии 8-го сезона сериала «Игры престолов» на станции появился железный трон, сфотографироваться на котором сможет любой желающий. Его установка сопровождалась ярким флешмобом с участием аниматоров-главных героев сериала (Джона Сноу, Серсеи Ланнистер, Дейнерис Таргариен) под саундтрек Рамина Джавади.
25 октября 2019 года Борис Тараканов с руководимыми им хорами РХТУ и Московского метрополитена осуществил мировую премьеру «Оратории-Мессы» Анджея Марко в рамках проекта «Опера в метро».

## Галерея

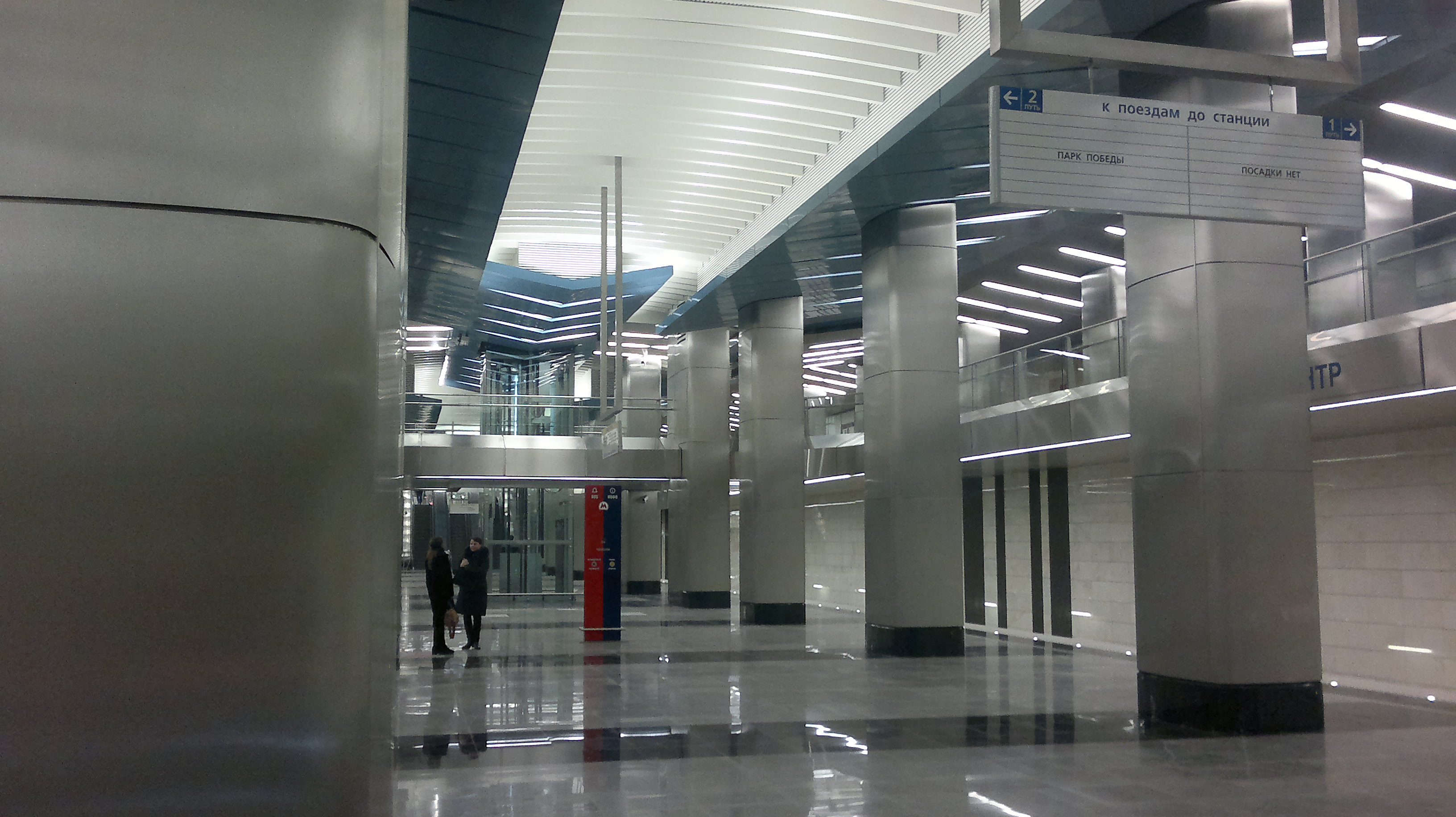
Центральный зал
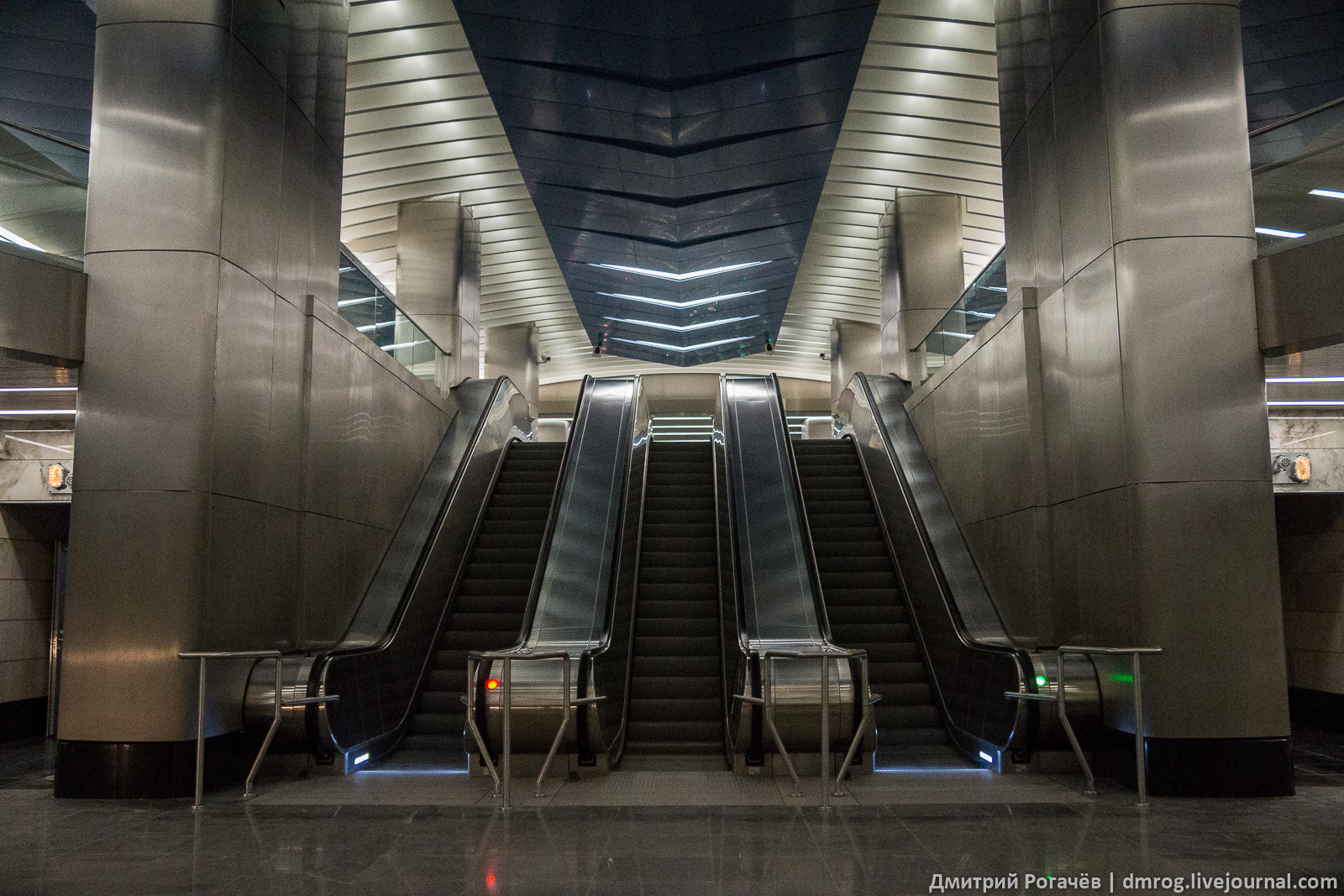
Эскалаторный наклон
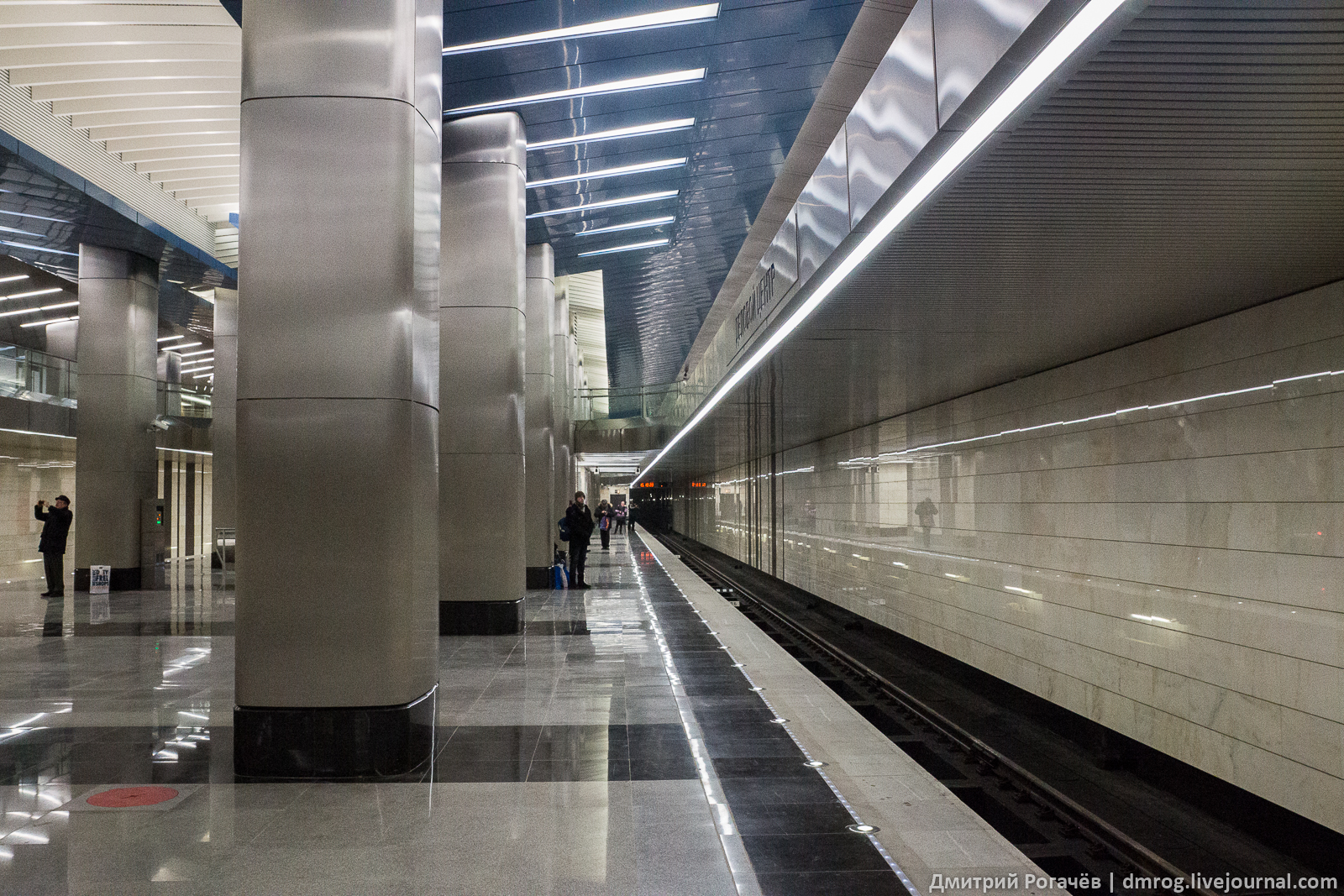
Посадочная платформа
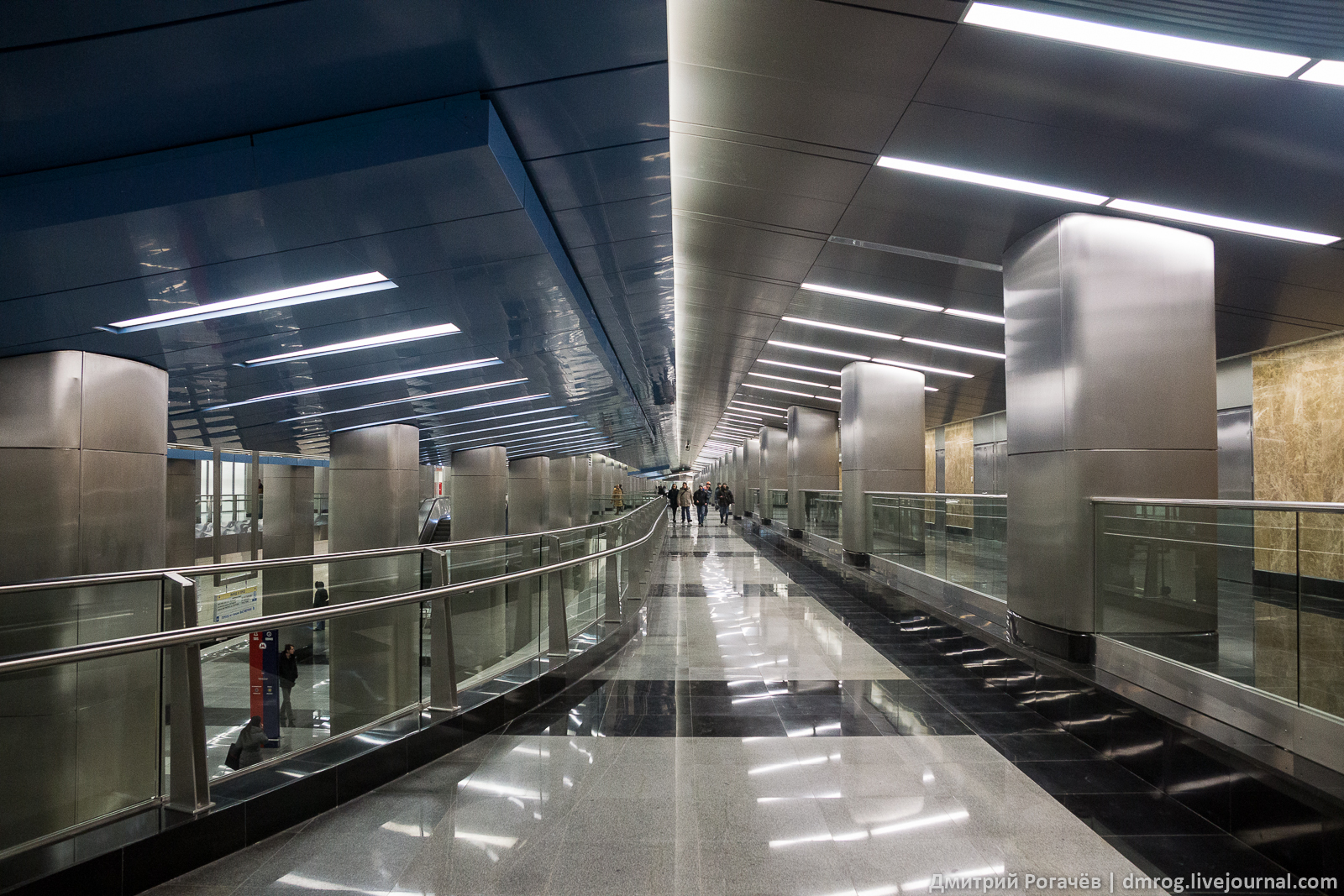
Пешеходная галерея на втором этаже
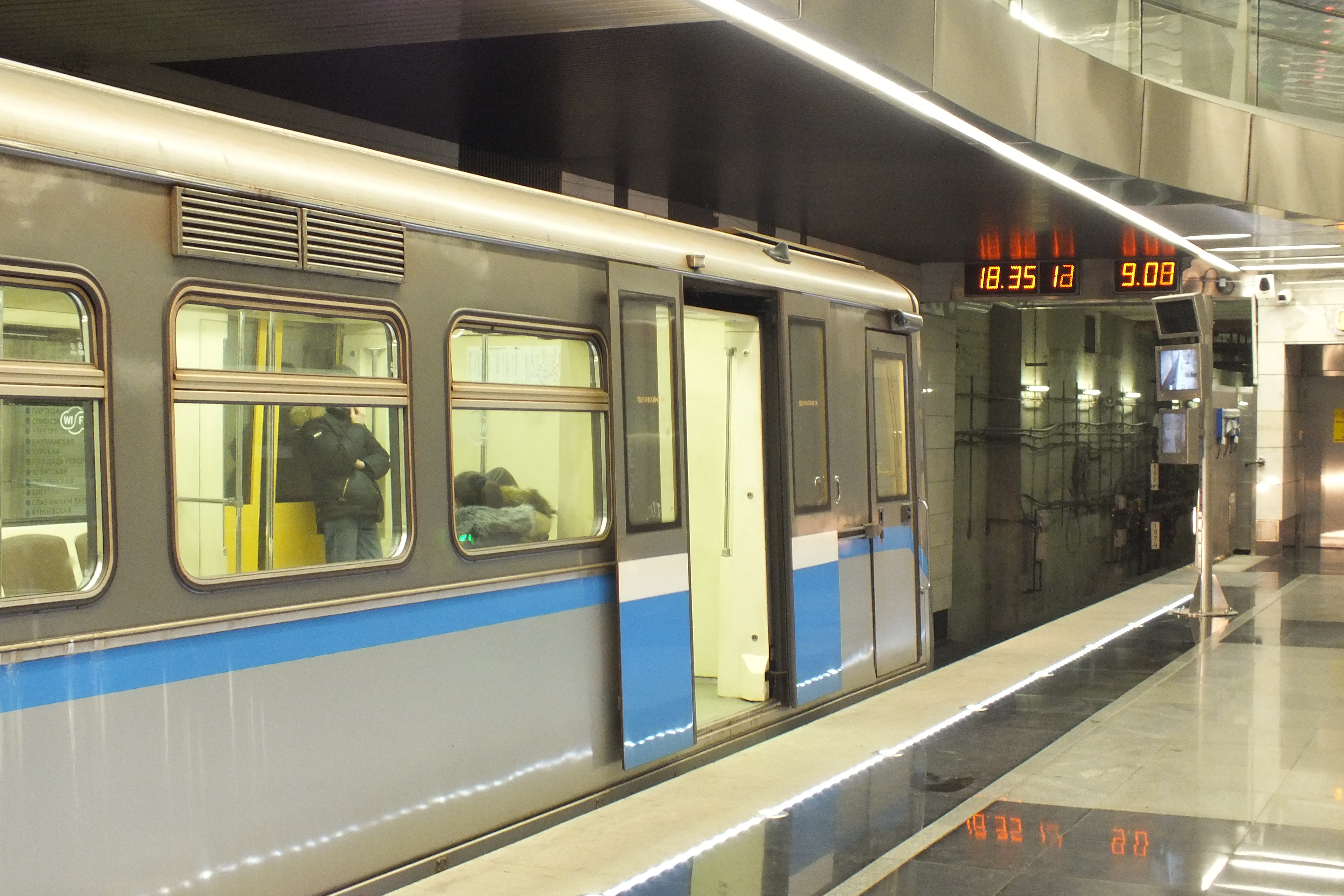
Вагон типа «Русич» и интервальные часы на станции